# 回転体積分
回転体積分とは、

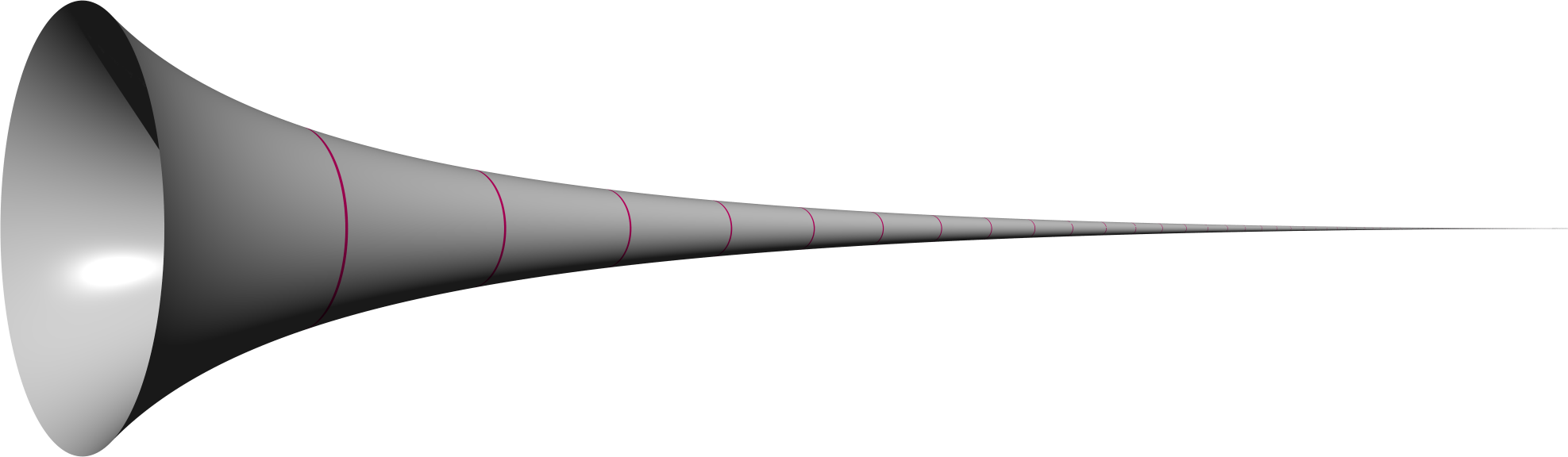
1.ガブリエルのラッパ 対称の軸は横に貫いている。

対称の軸を360°回したとき、ガブリエルのラッパのようなものができる。

## 問題例
回転体は、ガブリエルのラッパ回転体があり、対称の軸が横になっている。上の底面、半径が5000cm、下の底面(図で言うと右の小さい面)の半径が1cmだとする。一番左の面の半径をs、一番右の面の半径をtとする。
一番右の面から中間までの体積を求める。
最初に、
{\displaystyle \int _{t}^{s}\,{2 \over 9}dx}
の公式に当てはめる。
そうすると、{\displaystyle {9998 \over 9}}になる。
一番左の面から中間までの体積を求める。
{\displaystyle \int _{3}^{\pi }\,{5000 \over \pi }dx}
の公式に当てはめる。
そうすると、{\displaystyle 5000-{15000 \over \pi }}になる。
これらを足す。
{\displaystyle {54998 \over 9}} − {\displaystyle {15000 \over \pi }}になる。
よってこの体積は、
{\displaystyle {54998 \over 9}} − {\displaystyle {15000 \over \pi }}　cm3。